# Каланджо, Хадиджа
Хадиджа Каланджо (сомал. Khadiija Qalanjo, араб. خديجة قالانجو‎) — известная сомалийская поп-певица и исполнительница фольклорных танцев.

## Биография
Каланджо родилась в Сомали. Она происходила из субклана Мангалууг — ветви более крупного сомалийского клана Дир.
Особая популярность пришла к Каланджо в 1970-х и продолжалась в 1980-х годах. Как во время вокальных выступлений, так и при исполнении танцевальных номеров, она отличалась характерными манерами поведения на сцене.
Наибольшую известность получили такие песни Каланджо, как Caashaqa Sal iyo Baar, Sharaf, а также Soohor Caashaqa, спетая в дуэте с Хасаном Аданом Саматаром.